# José Bensaude
José Bensaude (* 4. März 1835; † 20. Oktober 1922 in Ponta Delgada) war ein bedeutender portugiesischer Unternehmer.

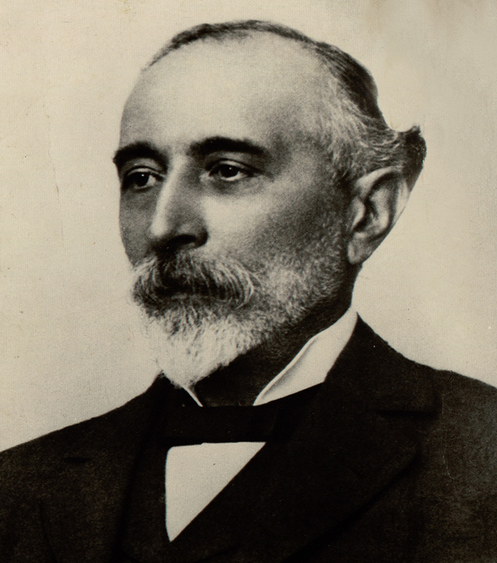
José Bensaude (1889)

## Werdegang

### Herkunft
Bensaude entstammt einer marokkanisch-jüdischen Familie. Sein Vater Abrahão war 1818 auf die Insel Sao Miguel (Azoren) gezogen. Zu diesem Zeitpunkt setzte eine größere Migrationswelle von Juden auf die Azoren ein, die sich – begünstigt durch eine liberale portugiesische Gesetzgebung – meist als ambulante Textilhändler betätigten. Drei Familienunternehmen (Adrahi, Bensaude und Delmar) überlebten die infolge starker Konkurrenz schwierigen 1830er Jahre.

### Jugend
José Bensaudes frühe Jahre wurden durch intellektuelle und künstlerische Aktivitäten geprägt. Er besuchte die Schule bis zu seinem 14. Lebensjahr und fiel schon mit 16 Jahren als talentierter Verfasser romantischer und lyrischer Gedichte auf. Sie wurden in Zeitschriften bis Brasilien veröffentlicht. Er gehörte den intellektuellen und literarischen Kreisen von Ponta Delgada an und unterhielt Freundschaften mit jungen lokalen Talenten wie dem proudhonistische Schriftsteller Antero de Quental und Teófilo Braga. Wegen Geldmangel konnte er sich jedoch kein Studium und auch keine kaufmännische Ausbildung leisten.

### Karriere
José Bensaude startete sein Berufsleben im Jahr 1858 als Verwalter des Vermögens eines wohlhabenden Landbesitzers von São Miguel, Caetano de Andrade de Albuquerque Bettencourt. Hier blieb er bis zum Jahr 1870 und bildete seine Kompetenzen in Betriebswirtschaft aus. Dank seinem guten Ruf als Verwalter arbeitete er 1861–1863 auch als Sekretär im Verwaltungsrat des Hafenausbaus von Ponta Delgada.
Sein Vater und dessen Verwandte hatten auf den Inseln ein Einzelhandelssystem zum Vertrieb lokal erzeugter und importierter Agrarprodukte errichtet. Nachdem der Handel von Ponta Delgada mit den kleineren Inseln nicht mehr profitabel war, musste der Aktionsradius des Geschäfts mit Segelschiffen bis England, Brasilien und Neufundland ausgedehnt werden. Als Unternehmer trug José Bensaude zur Entwicklung zahlreicher Wirtschaftsbranchen auf der Insel São Miguel bei. Er gründete mit seinen Cousins Henrique, Walter und Abraão die Dachgesellschaft der Bensaude & C.ª, L.da, zu der auch die Sociedade Exportadora Micaelens gehörte. Diese besaß bis zur durch Pflanzenkrankheiten bedingten „Orangenkrise“ ein De-facto-Monopol auf Import und Export vieler Güter über den 1861 fertiggestellten Hafen von Ponta Delgada und fand um 1870 einen Ersatz für die Orangen durch den Anbau von Tee und Ananas (Sociedade de Cultura de Ananases 1873). Auch begründete er die Verarbeitung von Neuseeländer Flachs auf den Azoren. In erster Linie wird er heute jedoch mit der Einführung der azoreanischen Tabakindustrie assoziiert. 1866 gründete er nach zahlreichen Experimenten zusammen mit Freunden und seinem Cousin Abrahão Bensaude die Tabakfabrik Fábrica de Tabaco Micaelense in Ponta Delgada. Die Fabrik war 2014 noch immer in Betrieb.
Für ihre Geschäftsentwicklung nahmen die Familienmitglieder lange Reisen in Kauf und nutzten für die damalige Zeit komplexe Finanzierungsinstrumente. Parallel investierten sie in Unternehmen für Finanzdienstleistungen und Schifffahrt wie die 1871 gegründete Empresa Insulana de Navegação, die im gleichen Jahr den Liniendienst zwischen Portugal, den Azoren und Madeira mit dem Dampfschiff Atlântico aufnahm. Seit Beginn des 20. Jahrhunderts ging José Bensaude verstärkt seinen karitativen und sozialen Interessen nach.

## Familie
José Bensaude heiratete 1855 Raquel Bensliman (1836–1934). Aus der Ehe gingen vier Kinder hervor: der Ingenieur, Mineraloge und Gründer des Instituto Superior Tecnico Lissabon Alfredo (1856–1941), der Schifffahrtshistoriker Joaquim Bensaúde (1858–1952), Esther Bensaúde verh. Oulman (1864–1965) und der Gastroenterologe und Mikrobiologe Raoul Bensaude (1866–1938). Da die Universität Coimbra als damals einzige Hochschule Portugals im 19. Jahrhundert für Studenten jüdischen Glaubens nicht zugänglich war, entschied José Bensaude, seine Kinder zusammen mit seiner Frau ab 1872 zum Schulabschluss und Studium nach Deutschland zu schicken. Er besuchte sie dort regelmäßig.
José Bensaude starb 1922 und wurde auf dem jüdischen Friedhof von Ponta Delgada beerdigt.
Aus Furcht vor einer deutschen Besetzung Portugals konvertierten viele Familienmitglieder im Zweiten Weltkrieg zum Christentum.
José Bensaudes Enkelin Matilde Bensaude promotvierte als Agrarökonomin an der Sorbonne. Sein Enkel Vasco Bensaude war Unternehmer und Philanthrop. Weiterer Nachfahre ist der Genomforscher Olivier Bensaude am Institut de Biologie de l'École normale supérieure (IBENS), Ehegatte von der Wissenschaftshistorikerin Bernadette Bensaude-Vincent, die an der Université Paris 1 tätig war.

## Unternehmensgruppe
In der ersten Hälfte des 20. Jahrhunderts wuchs die Bensaude-Gruppe zu einer der größten Unternehmensgruppen Portugals. Unter anderem war sie an der Fluglinie SATA und der Banco Micaelense, an Versicherungen und Reedereien beteiligt.
1975 – im Gefolge der Nelkenrevolution von 1974 – wurden die Tabakindustrie, die Banken und Versicherungen auch auf den Azoren verstaatlicht, was zu einer erheblichen Schrumpfung der Bensaude-Gruppe führte. 1980 verkaufte die Bensaude Group auch ihren Anteil an der SATA. Im Familienbesitz verblieben Logistik-, Tourismus- und andere Dienstleistungsunternehmen.
Die Geschichte der Familie Bensaude ist ein Beispiel für eine erfolgreiche Globalisierungsstrategie eines kleinen Unternehmens des ambulanten Handels in einer nach der Selbstständigkeit Brasiliens 1822 ultraperipheren Lage, die sich in eine chancenreiche zentrale atlantische Lage verwandelte, als es ihm gelang, nicht nur die großen räumlichen, sondern auch kulturelle Distanzen zu überwinden. Zu den Erfolgsfaktoren der Familiengruppe gehörten der Aufbau immer neuer Geschäftsfelder, der schnelle Warenumschlag, die Bereitschaft mit riskanten Kreditgeschäften zu arbeiten, lange Reisen auf sich zu nehmen und die Fähigkeit, ausgedehnte Netzwerke aufzubauen.
Wegweisend für den unternehmerischen Erfolg Bensaudes war auch seine Fähigkeit, Probleme der agrarischen, z. B. der Tee- und Ananasproduktion mit experimentellen, quasi wissenschaftlichen Methoden zu lösen und soziale Konflikte im Unternehmen zu befrieden.